# Åmmelången
Åmmelången är en sjö i Askersunds kommun i Närke och ingår i Motala ströms huvudavrinningsområde. Sjön är 11 meter djup, har en yta på 3,08 kvadratkilometer och befinner sig 92,3 meter över havet.
På en udde i söder ligger en katolsk kyrkogård, anlagd av bolaget Vieille Montagne.
På östra sidan finns spåren av Vena gruvfält och anrikningsverket i Johannisberg. 
Åmmebergs herrgård ligger vid sjön och där bor sedan 1985 deckarförfattaren Jan Mårtensson och Ingrid Giertz-Mårtenson.

## Delavrinningsområde
Åmmelången ingår i det delavrinningsområde (652671-145557) som SMHI kallar för Utloppet av Åmmelången. Medelhöjden är 128 meter över havet och ytan är 33,24 kvadratkilometer. Räknas de 9 avrinningsområdena uppströms in blir den ackumulerade arean 184,24 kvadratkilometer. Skyllbergsån (Joxtorpsån) som avvattnar avrinningsområdet har biflödesordning 2, vilket innebär att vattnet flödar genom totalt 2 vattendrag innan det når havet efter 159 kilometer. Avrinningsområdet består mestadels av skog (69 procent) och jordbruk (10 procent). Avrinningsområdet har 3,6 kvadratkilometer vattenytor vilket ger det en sjöprocent på 7,3 procent. Bebyggelsen i området täcker en yta av 1,17 kvadratkilometer eller 2 procent av avrinningsområdet.